# Exechiopsis sanageyamana
Exechiopsis sanageyamana är en tvåvingeart som beskrevs av Mitsuhiro Sasakawa och Kunihiro Ishizaki 1999. Exechiopsis sanageyamana ingår i släktet Exechiopsis och familjen svampmyggor. Inga underarter finns listade i Catalogue of Life.